# Phaolô Nguyễn Đình Nhiên
Phaolô Nguyễn Đình Nhiên (1891 (1895) – 1969) là một Giám mục Công giáo Việt Nam. Ông từng đảm nhiệm vai trò Giám mục phó của Giáo phận Vinh trong khoảng thời gian từ năm 1963 đến năm 1969. Khẩu hiệu Giám mục của ông là Lẽ sống của tôi là Đức Kitô.
Giám mục Nguyễn Đình Nhiên sinh tại Hà Tĩnh và có tên khai sinh là Chính. Từ thuở thiếu thời, cậu bé Chính được giáo sĩ Masson Nghiêm nhận làm con nuôi và đổi tên thành Nhiên. Sau quá trình học tập Tiểu chủng viện, chủng sinh Nhiên được gửi đến Penang để du học và trở về Việt Nam năm 1926.
Thụ phong linh mục tháng 4 năm 1927, Nguyễn Đình Nhiên được bổ nhiệm thực hiện công tác mục vụ tại nhiều nơi khác nhau, nổi bật là các vai trò tại Tiểu chủng viện, Giám đốc Đại chủng viện và Tổng Đại diện giáo phận. Linh mục Nguyễn Đình Nhiên được chọn làm giám mục năm 1963 và được tấn phong giám mục vào trung tuần tháng 3 năm 1963. Giám mục Nhiên sống cùng giáo dân trong hoàn cảnh khó khăn về vật chất và tinh thần và trọng thương trong trận không kích của Mỹ năm 1969. Ông qua đời sau trận không kích này không lâu.
Một số tài liệu cho rằng tên ông là Trần Đình Nhiên cũng như vai trò chính thức trong cương vị giám mục của ông là Giám mục phụ tá Giáo phận Vinh.

## Thiếu thời và tu nghiệp
Phaolô Nguyễn Đình Nhiên sinh ngày 10 tháng 10 năm 1891 (hoặc năm 1895) tại Tân Lập, trong một gia đình Nho phong xứ Thổ Hoàng, nay thuộc xã Phương Mỹ, huyện Hương Khê, tỉnh Hà Tĩnh, thuộc Giáo phận Vinh (nay khu vực này thuộc Giáo phận Hà Tĩnh). Có tài liệu cho rằng ông sinh ngày 20 tháng 10 năm 1891. Thân phụ ông có tên thánh là Phaolô và thân mẫu ông là bà Maria Lụa. Tên khai sinh của ông là Phaolô Nguyễn Đình Chính.
Năm 13 hoặc 14 tuổi, cậu bé Chính trở thành con nuôi của thừa sai Masson Nghiêm, được cho theo học Tiểu Chủng viện Xã Đoài, cùng lớp với Gioan Baotixita Trần Hữu Đức và đổi tên thành Nhiên. Năm 1915, Nguyễn Đình Nhiên hoàn tất chương trình tiểu chủng viện hỗ trợ mục vụ xứ Xã Đoài dưới sự quản lý của linh mục Phaolô Chương. Năm 1918, chủng sinh Nhiên được bổ nhiệm giữ chức Quản lý Chủng viện và từ năm 1919 kiêm nhiệm thêm chức giáo sư chủng viện.
Năm 1920, Nguyễn Đình Nhiên cùng một chủng sinh khác là Gioan Baotixita Trần Hữu Đức du học Rôma. Họ đến Rôma qua đường Penang, tuy vậy nhận được tin tức Rôma ngừng nhận sinh viên mới nên nhận được yêu cầu du học Penang và học tại đây trong khoảng thời gian 6 năm. Hai chủng sinh này trở về Việt Nam năm 1926. Một tư liệu khác cho rằng tháng 6 năm 1922, hai chủng sinh Nhiên và Đức được cho đi du học tại Chủng viện Penang, một Đại chủng viện danh tiếng nhất Đông Nam Á.

## Thời kỳ linh mục
Ngày 2 tháng 4 năm 1927, chủng sinh Phaolô Nguyễn Đình Nhiên và Trần Hữu Đức được giám mục Địa phận Vinh André Léonce Joseph Eloy Bắc phong chức linh mục tại Xã Đoài. Sau khi được truyền chức linh mục, ông được bổ nhiệm làm linh mục chính xứ Kẻ Gai (Nghệ An), sau đó chuyển làm quyền chính xứ giáo xứ Mỹ Yên.
Chỉ đảm nhận các chức vụ cũ trong khoảng thời gian ngắn sau khi truyền chức linh mục, tháng 8 năm 1927, linh mục Nguyễn Đình Nhiên được bổ nhiệm giữ chức linh mục phó xứ giáo xứ Làng Truông, hỗ trợ linh mục Trị. Năm 1928, ông đảm nhận vai trò quản xứ Cầu Rầm (Vinh) và đầu năm 1929 được điều chuyển làm giáo sư Tiểu chủng viện.
Sau 11 năm giảng dạy tại tiểu chủng viện, năm 1940, linh mục Nguyễn Đình Nhiên được bổ nhiệm giữ chức linh mục Quản xứ Yên Đại, Nghệ An trong thời gian ngắn trước khi điều chuyển làm linh mục quản xứ Thọ Ninh thuộc tỉnh Hà Tĩnh vào năm 1941. Ba năm sau đó, linh mục Nhiên được bổ nhiệm làm linh mục quản xứ Mỹ Dụ trước khi được điều về lại Thọ Ninh bốn tháng sau đó.
Tháng 8 năm 1945, linh mục Nguyễn Đình Nhiên về Xã Đoài giữ chức Quản lý và kể từ cuối năm 1946, linh mục này được điều chuyển giữ chức linh mục quản hạt Ngàn Sâu, huyện Hương Khê, Hà Tĩnh. Năm 1954, ông được bổ nhiệm giữ chức Giám đốc Đại chủng viện Xã Đoài và giữ chức vụ này cho đến năm 1963.
Năm 1961, Giám mục giáo phận Vinh Gioan Baotixita Trần Hữu Đức bổ nhiệm linh mục Nguyễn Đình Nhiên làm Tổng Đại diện giáo phận.

## Thăng quyền Giám mục
Năm 1963, do đề nghị của hàng Giáo phẩm, Giám mục Vinh Gioan Baotixita Trần Hữu Đức đã chọn người bạn cố tri của mình là Phaolô Nguyễn Đình Nhiên làm Giám mục phó. Catholic Hierachy cho rằng ngày 5 tháng 2 năm 1963, Tòa Thánh thông báo việc bổ nhiệm linh mục Phaolô Nguyễn Đình Nhiên làm Giám mục Phó giáo phận Vinh. Niên giám Công giáo Việt Nam 2016 cho rằng ông đắc cử vị trí giám mục phó hai ngày trước khi được tấn phong, ngày 13 tháng 3 năm 1963. Việc chọn lựa giám mục phó giáo phận Vinh nhưng chọn một linh mục đồng hương, đồng khóa vì linh mục Nhiên là một linh mục nổi bật vì giữ các vai trò trọng yếu trong giáo phận như Tổng Đại diện và Giám đốc Đại chủng viện.
Lễ tấn phong giám mục cho vị tân giám mục diễn ra vào ngày 15 tháng 3 cùng năm, do giám mục chính tòa Gioan Baotixita Trần Hữu Đức chủ phong, theo thông tin từ Catholic Hierachy và Sách Niên giám Công giáo Việt Nam 2016. Theo trích dẫn từ Catholic News Service, số ngày 24 tháng 6 năm 1963 thì ngày tấn phong là ngày 15 tháng 5. Việc tấn phong cho ông cũng được ghi nhận là vào tháng 5 trong một bản tin khác.
Theo nguồn tin từ Đại chủng viện Thánh Phanxicô Xaviê (tên thường gọi là Đại chủng viện Vinh - Thanh), trong thời gian làm giám mục phó, giám mục Nguyễn Đình Nhiên không còn đảm nhận vai trò Giám đốc Đại chủng viện Xã Đoài. Do trong thời gian chiến tranh ác liệt, cộng với không khí kỳ thị lương giáo, cùng những áp lực về vật chất và tinh thần, cộng với tuổi già, làm ông mắc thêm chứng bệnh đau dạ dày, nên phải xin phép về dưỡng bệnh tại xứ Bùi Ngoã.
Các nhà thờ thường bị bom đạn tàn phá, giám mục Phó Nguyễn Đình Nhiên bị gãy tay trong cuộc không kích đầu năm 1969. Ít lâu sau, ông trở về làm Giám đốc Đại chủng viện vì trường thiếu linh mục coi sóc và qua đời ở Bùi Ngõa thuộc Xã Đoài vào ngày 24 tháng 3 năm 1969.

## Tông truyền
Giám mục Phaolô Nguyễn Đình Nhiên được tấn phong giám mục năm 1963, thời Giáo hoàng Gioan XXIII, bởi:
- Giám mục Chủ phong: Gioan Baotixita Trần Hữu Đức, giám mục chính tòa Giáo phận Vinh.